# Ochna baronii
Ochna baronii är en tvåhjärtbladig växtart som först beskrevs av Van Tiegh., och fick sitt nu gällande namn av Martin Wilhelm Callmander och Phillipson. Ochna baronii ingår i släktet Ochna och familjen Ochnaceae. Inga underarter finns listade i Catalogue of Life.